# おもいでの夏
おもいでの夏（おもいでのなつ、Summer of '42）は、1971年のアメリカ合衆国の映画。脚本家ハーマン・ローチャーの回顧録に基づく。思春期の少年のひと夏の経験を描いた。

## あらすじ
1942年夏、ニューイングランドの沖合いのナンタケット島へハーミーとその家族は、戦火を逃れてやってきた。彼は、現地でオシー（オスキー）、ベンジーの同年の友人ができた。思春期の彼らは性への関心が旺盛だった。ハーミーは丘の上の一軒家に住む美しい人妻ドロシーの魅力に取り付かれた。ドロシーの夫が出征した後、ハーミーはドロシーに接近する。
そんなある日、3人でガールハントをしたが、ベンジーは途中で帰ってしまい、ハーミーはアギーと、オシーはミリアムとデートをすることになるが、ドロシーのことが頭から離れないハーミーはアギーと関係することなく別れた。その後もハーミーは時々ドロシーと会っていたが、ある夜、ドロシーの家を訪ねると、ドロシーの夫の戦死を伝える電報がテーブルの上にあった。その夜、ハーミーはドロシーと初体験を行った。
翌日、再び訪ねると、既にドロシーは居ず、別れの手紙だけが残されていた。

## キャスト
| 役名           | 俳優                     | 日本語吹替                                                       |
| 役名           | 俳優                     | NETテレビ版                                                      |
| -------------- | ------------------------ | ---------------------------------------------------------------- |
| ドロシー       | ジェニファー・オニール   | 池田昌子                                                         |
| ハーミー       | ゲイリー・グライムズ     | 小倉一郎                                                         |
| ハーミー(大人) | ロバート・マリガン       | 羽佐間道夫                                                       |
| オスキー       | ジェリー・ハウザー       | 古谷徹                                                           |
| ベンジー       | オリヴァー・コナント     | 塩屋翼                                                           |
| アギー         | キャサリン・アレンタック |                                                                  |
| ミリアム       | クリストファー・ノリス   |                                                                  |
| 薬剤師         | ルー・フリッゼル         |                                                                  |
| 不明 その他    |                          | 富田耕生 鈴木れい子 日高晤郎 藤夏子 芳賀みちる 相沢裕子 阪本真澄 |
|                |                          |                                                                  |
| 演出           | 演出                     | 山田悦司                                                         |
| 翻訳           | 翻訳                     | 入江敦子                                                         |
| 効果           | 効果                     | PAG                                                              |
| 調整           | 調整                     | 山田太平                                                         |
| 制作           | 制作                     | 日米通信社                                                       |
| 解説           | 解説                     | 淀川長治                                                         |
| 初回放送       | 初回放送                 | 1976年10月31日 『日曜洋画劇場』                                  |

## 映画賞
- 第44回アカデミー賞
  - ミシェル・ルグラン - 作曲賞受賞（試写後、監督に5日で作曲してくれと頼まれ、数時間で譜面を書いた）
  - ハーマン・ローチャー - 脚本賞候補
  - ロバート・サーティース - 撮影賞候補
  - フォルマー・ブラングスタッド - 編集賞候補
- 第29回ゴールデングローブ賞
  - 作品賞 (ドラマ部門)受賞
  - ロバート・マリガン - 監督賞受賞
- 第25回英国アカデミー賞
  - ミシェル・ルグラン - 作曲賞受賞

## 関連
- 情熱の航路 - 映画館のシーンで観ている映画